# Končanica
Končanica je općina u Hrvatskoj.

## Zemljopis
Končanica se nalazi u Bjelovarsko-bilogorskoj županiji,u području Poilovja, jer leži uz rijeku Ilovu između Bilogore na sjeveru, gore Papuk na istoku i Moslavačke gore na zapadu. Selo je udaljeno od Daruvara oko deset kilometara i ovuda prolazi županijska cesta Daruvar – Bjelovar. Končanica je glavno središte općine u kojoj se nalaze i sela Brestovac Daruvarski, Stražanac, Imsovac, Brestovačka Brda, Šuplja Lipa, Otkopi, Dioš, Boriš te zaseoci Cigan Brijeg, Pehovac, Končenjački vinogradi i Gornji Lug (Majur).
Nadmorska visina sela je od 140 do 170 metara n.v. Klima je izrazito kontinentalna, umjerene su i količine padalina.
Oko Končanice je gusto razgranat tok rijeke Ilove s pritocima Đurđička, Crnaja i potok Končanica.

## Stanovništvo
Po popisu stanovništva iz 2011. godine, općina Končanica imala je 2360 stanovnika, raspoređenih u 9 naselja:
- Boriš – 8
- Brestovačka Brda – 33
- Daruvarski Brestovac – 702
- Dioš – 144
- Imsovac – 200
- Končanica – 874
- Otkopi – 71
- Stražanac – 142
- Šuplja Lipa – 186

### Končanica (naseljeno mjesto)
- 2011. – 874
- 2001. – 986
- 1993. – 1095 (Česi – 883, Hrvati – 173, ostali – 29)
- 1991. – 1153 (Česi – 895, Hrvati – 168, Srbi – 8, ostali – 82)
- 1981. – 1268 (Česi – 937, Jugoslaveni – 173, Hrvati – 97, Srbi – 22)
- 1971. – 1438 (Hrvati – 135, Srbi – 14, Jugoslaveni – 1, Česi – 1266)
- 1961. – 1583 (Česi – 1406, Hrvati – 147, ostali – 30)
- 1953. – 1661 (Česi – 1530)
- 1948. – 1584 (Česi – 1460)
- 1931. – 1713 (Česi – 1633)
- 1921. – 1792 (Česi – 1650)
- 1910. – 1651 (Česi – 1524)
- 1900. – 1313
- 1890. – 1248
- 1880. – 995
- 1869. – 1041
- 1857. – 707  (Česi – 694)

| broj stanovnika | 1850  | 2621  | 3017  | 3655  | 4300  | 4947  | 5190  | 5235  | 5180  | 5314  | 5102  | 4157  | 3538  | 3146  | 2824  | 2360  | 1805  |
|                 | 1857. | 1869. | 1880. | 1890. | 1900. | 1910. | 1921. | 1931. | 1948. | 1953. | 1961. | 1971. | 1981. | 1991. | 2001. | 2011. | 2021. |

| broj stanovnika | 707   | 1041  | 995   | 1246  | 1313  | 1524  | 1650  | 1633  | 1470  | 1530  | 1460  | 1347  | 1264  | 1153  | 986   | 874   | 692   |
|                 | 1857. | 1869. | 1880. | 1890. | 1900. | 1910. | 1921. | 1931. | 1948. | 1953. | 1961. | 1971. | 1981. | 1991. | 2001. | 2011. | 2021. |

### Društva
- dobrovoljno vatrogasno društvo Končanica, osnovano 19. veljače 1922.
- lovačko društvo Vidra Končanica-Daruvarski Berstovac

## Povijest
S današnjim nazivom sela spominje se oko 1720. godine iako je u predturskom razdoblju zapisano kao konchino pole. Do dolaska Čeha bilo je naseljeno s Vlasima koji su došli bježeći pred Turcima iz Bosne i Like. Prvi Česi doseljavaju se oko 1820. godine, a nastavljaju sa seljenjem do kraja stoljeća. Dolaskom Čeha skoro sve srpsko stanovništvo preseljava se u Brestovac gdje su imali svoju crkvu. Tako je Končanica postala skoro sva naseljena s Česima.

## Poznate osobe
- Franjo Šnajder – Rođen u Končanici 29. ožujka 1903. Umro u Zagrebu 30. studenoga 1966., poznati graditelj violina. U Zagrebu je osnovao prvu i najveću tvornicu muzičkih instrumenata u Kraljevini Jugoslaviji, konstrurirao je uređaj za mjerenje elastičkih rezonantnih ploha za violine, tijekom života izgradio je 60-ak violina i deset viola, popravljao je violine također i Zlatku Balokoviću i mnogima drugima. Danas se na Trgu maršala Tita u Zagrebu nalazi muzej u čast Franje Šnajdera.
- Vladimir Terešak – Rođen u Končanici 18. veljače 1928. Umro u Zagreb 28. listopada 2007., filmski djelatnik, direktor Zagreb (Croatia)filma, producent crtanih i igranih filmova, također i Oskarom nagrađenog animiranog filma Surogat, upravo njemu je nagrada Oscar dodijeljena u Civic Auditorium areni u Santa Monici (Los Angeles), 9. travnja 1962. (autor filma Dušan Vukotić bio je spriječen u dolasku), producirao je između ostalih filmove Vlak u snijegu, Visoki napon, Čudesna šuma, Čarobnjakov šešir. Radio je također i u Parizu i New Yorku kao zastupnik Zagreb filma.
- Josip Krepelka – Rođen u Končanici 1867., umro u Dubrovniku 1925. Narodni poslanik u Hrvatskom saboru 1908. – 1910. Član-osnivač društva hrvatskih književnika, na njegov prijedlog se godine 1901. u selo doselio Stjepan Radić (boravio u Končanici oko tri mjeseca po odlasku iz Zemuna).
- Nikola Gubarev - neuropsihijatar

## Spomenici i znamenitosti
- Dvorac Marijin dvor na Diošu – izgrađen 1904. godine po nalogu grofa Aloisa Tukorya za svoju kćer Mariju
- 1. hrvatsko-slavonska štedna i pripomoćna udruga – prva zadruga u banovini Slavoniji, osnovana 19. svibnja 1898.
- 1. hrvatsko-slavonska parna mljekara – osnovana 1. rujna 1899.
- Ribnjaci u Končanici – najstariji u Hrvatskoj, početak gradnje 1902.
- Crkva Uznesenja Blažene Djevice Marije u Končanici, izgrađena 1909.

## Obrazovanje
- Češka osnovna škola Josef Ružička – jedna od dvije škole (druga u Daruvaru) gdje se nastava održava na češkom jeziku
- Područne škole nalaze se u Daruvarskom Brestovcu, Diošu i Stražancu.

## Kultura
- Česká Beseda Končenice – KUD osnovano 1932.

## Šport
- NK Ribar Končanica
- streljački klub Končanica

## Vanjske poveznice
Stranice općine Končanica